# Кола Нича
Кола Нича или Ничя (на румънски: Cola Nicea) е арумънски и български революционер, войвода на Вътрешната македоно-одринска революционна организация.

## Биография
Кола Нича е роден във влашко семейство в град Бер, тогава в Османската империя. През 1903 година участва в Илинденско-Преображенското въстание, а след това със собствена чета отбранява влашкото население срещу Гръцката въоръжена пропаганда в Македония.
През август 1906 година Георги Мучитанов влиза с чета от власи в Паяк планина и предава ръководството ѝ на Михаил Хандури. Това са Косту Дабижа, Таки Динчя и Наум Петрушевски от Крушево, Унчю Дамаш и Георги (Йори) Гаки Доду от Гопеш, и Наки Кузман от Маловища, а към тях се присъединяват още Христо Преш от Негован, Никола Макри и Муша Дарлаяни от Доляни, Кола Нича и Янчу Пендифунда от Бер, Христо Гичя Рошо от Патичино и Мита Здру от Къдрево. Четата се разделя на две, като действат във Воденско, Ениджевардарско и Берско около 2 години. Четата разполага със собствен печат, на който пише „Влашка Берско – Воденска чета на ВМОРО – Централисти“. След Първата световна война се заселва в Добрич, в придадената към Румъния Южна Добруджа, а след Крайовската спогодба от 1940 г. и връщането й на България, преминава в Констанца в северната й част, останала в Румъния.
По-късно спомените на Коле Нича са записани и издадени от румънския поет Кола Каратана, а Димо Наун Димчев ги издава на македонска литературна норма под заглавие „Дневникот на Арматолот“.